# 龍舞站

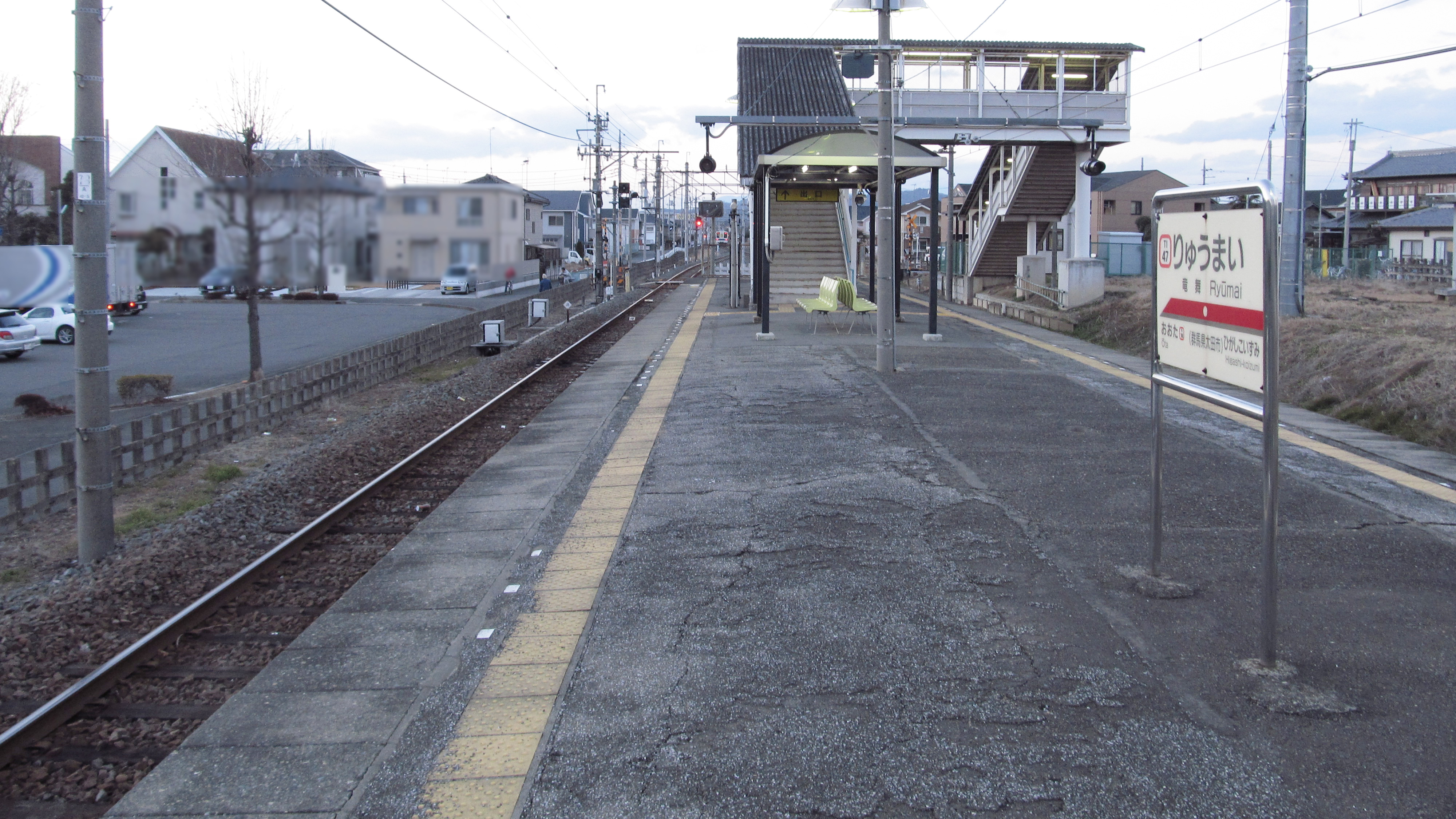
月台（2014年12月）

龍舞站（日语：／ Ryūmai eki */?）是日本群馬縣太田市龍舞町的東武鐵道小泉線車站。車站編號TI 47。
本站是小泉線支線中唯一的中間站。

## 年表
- 1942年（昭和17年）5月10日 - 開業[3]。
- 2007年（平成19年）3月18日 - IC卡PASMO啟用。

## 車站構造
本站是島式月台1面2線地面車站。部分列車在此列車交會。站房在線路北側，有天橋通往月台。站內設有PASMO簡易感應機。

### 月台配置
| 月台 | 路線   | 方向 | 目的地     |
| ---- | ------ | ---- | ---------- |
| 1    | 小泉線 | 上行 | 東小泉方向 |
| 2    | 小泉線 | 下行 | 太田方向   |

- 下行方向列車幾乎都直通桐生線。

## 使用情況
2018年度1日平均上下車人次為606人。近年1日平均上下車人次變化如下表。近年本站使用人數穩定成長，2017年度上下車人次是2003年度的3倍左應。
| 年度               | 一日平均上下車人次 | 來源   |
| ------------------ | ------------------ | ------ |
| 1998年（平成10年） | 225                |        |
| 1999年（平成11年） | 225                |        |
| 2000年（平成12年） | 202                |        |
| 2001年（平成13年） | 226                | [ 5 ]  |
| 2002年（平成14年） | 192                | [ 6 ]  |
| 2003年（平成15年） | 179                | [ 7 ]  |
| 2004年（平成16年） | 184                | [ 8 ]  |
| 2005年（平成17年） | 195                | [ 9 ]  |
| 2006年（平成18年） | 193                | [ 10 ] |
| 2007年（平成19年） | 237                | [ 11 ] |
| 2008年（平成20年） | 258                | [ 12 ] |
| 2009年（平成21年） | 307                | [ 13 ] |
| 2010年（平成22年） | 327                | [ 14 ] |
| 2011年（平成23年） | 337                | [ 15 ] |
| 2012年（平成24年） | 378                | [ 16 ] |
| 2013年（平成25年） | 404                | [ 17 ] |
| 2014年（平成26年） | 448                | [ 18 ] |
| 2015年（平成27年） | 505                | [ 19 ] |
| 2016年（平成28年） | 554                | [ 20 ] |
| 2017年（平成29年） | 587                |        |
| 2018年（平成30年） | 608                |        |

## 車站周邊
車站周邊是太田市郊外的住宅區。
- 太田市休泊行政中心
- 太田市運動公園（日语：太田市運動公園）
- 太田市立休泊中學校（日语：太田市立休泊中学校）
- 太田市立休泊小學校（日语：太田市立休泊小学校）
- 太田龍舞郵便局
- 群馬銀行太田支店龍舞出張所
- SUBARU大泉工場
- 休泊川
- 龍內公園
- 群馬縣道2號前橋館林線（日语：群馬県道2号前橋館林線）
- 群馬縣道313號太田大泉線（日语：群馬県道313号太田大泉線）
- PAIRHANDS（日语：ペアーハンズ）

## 相鄰車站
東武鐵道
 小泉線
東小泉（TI 44）－龍舞（TI 47）－太田（TI 18）

## 外部連結
- 龍舞（車站資訊） - 東武鐵道